# Oryctanthus alveolatus
Oryctanthus alveolatus är en tvåhjärtbladig växtart som först beskrevs av Carl Sigismund Kunth, och fick sitt nu gällande namn av J.Kuijt. Oryctanthus alveolatus ingår i släktet Oryctanthus och familjen Loranthaceae.

## Underarter
Arten delas in i följande underarter:
- O. a. amplexicaulis
- O. a. kuijtii